# Clinique Clementi
La clinique Clementi (en italien : Clinica Clementi) est un bâtiment éclectique de la ville de Catane en Sicile.

## Histoire
Les travaux de construction du bâtiment, conçu par l'architecte italien Carlo Sada, commencèrent en 1901 et furent achevés en 1904. Ce fut le professeur Gesualdo Clementi, chirurgien et recteur de l'université de Catane, à en commander la construction. Le bâtiment, dont l'inaguration eut lieu le 17 janvier 1904, abrita en suite une clinique chirurgienne et gynécologique.

## Description
Le bâtiment présent un style éclectique intégrant éléments art nouveau.